# Mô-đun chỉ huy và dịch vụ Apollo
Mô-đun chỉ huy và dịch vụ Apollo (tiếng Anh: Apollo command and service module, viết ngắn gọn là Apollo CSM) là một trong hai thành phần chính cấu tạo nên tàu vũ trụ Apollo của Hoa Kỳ, được sử dụng trong chương trình Apollo nhằm đưa các phi hành gia lên Mặt Trăng từ năm 1969 đến năm 1972. CSM hoạt động như một tàu mẹ, chở theo tổ bay gồm ba phi hành gia và Mô-đun Mặt Trăng Apollo lên quỹ đạo Mặt Trăng rồi đưa họ trở về Trái Đất. CSM bao gồm hai phần: mô-đun chỉ huy hình nón, một cabin chứa phi hành đoàn và mang theo các thiết bị cần thiết để tái thâm nhập khí quyển và splashdown; và mô-đun dịch vụ hình trụ cung cấp lực đẩy, điện năng và lưu trữ nhiều vật tư tiêu hao khác nhau cần thiết trong suốt nhiệm vụ. Có một kết nối dây rốn giúp truyền tải điện năng và vật tư tiêu hao giữa hai mô-đun. Ngay trước khi mô-đun chỉ huy quay trở về Trái Đất, kết nối dây rốn sẽ bị cắt đứt và mô-đun dịch vụ được tách ra, sau đó bốc cháy trong khí quyển.
North American Aviation đã phát triển và chế tạo CSM cho NASA vào tháng 11 năm 1961. Ban đầu, nó được thiết kế để hạ cánh xuống Mặt Trăng trên tầng tên lửa hạ cánh và đưa cả ba phi hành gia trở về trong một nhiệm vụ bay lên trực tiếp (direct ascent), không sử dụng mô-đun Mặt Trăng riêng biệt và do đó không có khả năng ghép nối với một tàu vũ trụ khác. Cũng vì điều này, cùng với những thay đổi thiết kế cần thiết khác, đã dẫn đến quyết định thiết kế hai phiên bản CSM: Block I sẽ được sử dụng cho các sứ mệnh không người lái và một chuyến bay có người lái duy nhất lên quỹ đạo Trái Đất (Apollo 1), trong khi Block II tiên tiến hơn được thiết kế để sử dụng với mô-đun Mặt Trăng. Chuyến bay Apollo 1 đã bị hủy bỏ sau khi một đám cháy trong cabin giết chết phi hành đoàn và phá hủy mô-đun chỉ huy trong một cuộc thử nghiệm bệ phóng. Các biện pháp khắc phục sự cố hỏa hoạn đã được áp dụng đối với tàu vũ trụ Block II, phi thuyền dùng cho tất cả các chuyến bay có người lái.
Mười chín chiếc CSM đã được phóng vào không gian. Trong số đó, có chín tàu đưa con người lên Mặt Trăng trong khoảng thời gian từ năm 1968 đến năm 1972, và hai tàu khác thực hiện các chuyến bay thử nghiệm có người lái trên quỹ đạo Trái Đất tầm thấp, tất cả đều thuộc chương trình Apollo. Trước đó, bốn chiếc CSM khác đã được dùng cho chuyến bay thử nghiệm không người lái trong chương trình Apollo, bao gồm hai chuyến bay dưới quỹ đạo và hai chuyến bay quỹ đạo. Sau khi chương trình Apollo kết thúc và trong giai đoạn 1973–1974, có ba chiếc CSM đưa các phi hành gia lên Trạm vũ trụ Skylab trên quỹ đạo. Vào năm 1975, chiếc CSM cuối cùng đã ghép nối với tàu vũ trụ Soyuz 19 của Liên Xô trong khuôn khổ Dự án Thử nghiệm Apollo-Soyuz.

## Trước chương trình Apollo
Ý tưởng về một tàu vũ trụ có người lái tiên tiến đã xuất hiện trước khi mục tiêu hạ cánh xuống Mặt Trăng được công bố. Phương tiện có thể chở ba người này chủ yếu sẽ được sử dụng để di chuyển quanh quỹ đạo Trái Đất. Con tàu bao gồm một mô-đun quỹ đạo phụ trợ điều áp lớn, nơi phi hành đoàn có thể sinh sống và làm việc trong nhiều tuần. Họ sẽ thực hiện các hoạt động giống như trên trạm vũ trụ trong mô-đun, trong khi các phiên bản tiếp theo sẽ sử dụng mô-đun để vận chuyển hàng hóa đến các trạm vũ trụ. Tàu vũ trụ có kế hoạch phục vụ cho Dự án Olympus (LORL), một trạm vũ trụ quay có thể gập lại được phóng trên một chiếc tên lửa Saturn V duy nhất. Các phiên bản sau này sẽ được sử dụng trong các chuyến bay quanh Mặt Trăng và là cơ sở cho tàu vũ trụ cất cánh trực tiếp từ Mặt Trăng cũng như các sứ mệnh liên hành tinh. Vào cuối năm 1960, NASA đã kêu gọi ngành công nghiệp Hoa Kỳ đề xuất thiết kế cho phương tiện này. Ngày 25 tháng 5 năm 1961, Tổng thống John F. Kennedy công bố mục tiêu hạ cánh lên Mặt Trăng trước năm 1970, khiến các kế hoạch về Trạm Olympus của NASA ngay lập tức trở nên lỗi thời.

## Lịch sử phát triển
Khi NASA trao bản hợp đồng Apollo ban đầu cho North American Aviation vào ngày 28 tháng 11 năm 1961, người ta vẫn cho rằng cuộc đổ bộ Mặt Trăng sẽ được thực hiện bằng phương pháp bay lên trực tiếp chứ không phải gặp nhau trên quỹ đạo Mặt Trăng. Do đó, quá trình thiết kế đã được tiến hành mà không có phương thức ghép nối mô-đun chỉ huy với lunar excursion module (LEM). Tuy nhiên, sự thay đổi sang điểm hẹn quỹ đạo Mặt Trăng cùng với những trở ngại kỹ thuật gặp phải trong một số hệ thống con (như kiểm soát môi trường) đã sớm chỉ ra rằng cần phải thiết kế lại phi thuyền một cách đáng kể. Năm 1963, NASA quyết định cách hiệu quả nhất để duy trì chương trình đúng hướng là tiến hành phát triển theo hai phiên bản:
- Block I sẽ tiếp tục thiết kế sơ bộ, chỉ được sử dụng cho các chuyến bay thử nghiệm trên quỹ đạo Trái Đất tầm thấp ban đầu.
- Block II là phiên bản có khả năng đáp xuống Mặt Trăng, bao gồm một cửa sập ghép nối và kết hợp việc giảm trọng lượng cũng như những bài học kinh nghiệm rút ra từ Block I. Kế hoạch chi tiết cho khả năng ghép nối phụ thuộc vào thiết kế của LEM, do Grumman Aircraft Engineering đảm nhiệm.

Tháng 1 năm 1964, North American bắt đầu trình bày chi tiết thiết kế Block II cho NASA. Tàu vũ trụ Block I dự kiến được sử dụng cho tất cả các chuyến bay thử nghiệm không người lái của Saturn 1B và Saturn V. Theo kế hoạch ban đầu, có hai chuyến bay có người lái, nhưng sau đó đã giảm xuống còn một chuyến vào cuối năm 1966. Nhiệm vụ này được đặt tên là AS-204 nhưng phi hành đoàn lại gọi là Apollo 1, dự kiến phóng vào ngày 21 tháng 2 năm 1967. Trong buổi tổng duyệt cho phi vụ phóng vào ngày 27 tháng 1, cả ba phi hành gia (Gus Grissom, Ed White và Roger Chaffee) đều thiệt mạng trong một vụ cháy cabin, cho thấy những thiếu sót nghiêm trọng về thiết kế, xây dựng và bảo trì ở Block I, nhiều thiếu sót trong số đó cũng tồn tại ở các mô-đun chỉ huy Block II đang được chế tạo tại thời điểm ấy.
Sau cuộc điều tra kỹ lưỡng của Ủy ban Điều tra Apollo 204, người ta đã quyết định chấm dứt giai đoạn Block I có người lái và xác định lại Block II để kết hợp các khuyến nghị của ủy ban điều tra. Block II giờ đây kết hợp thiết kế tấm chắn nhiệt CM đã được sửa đổi, được thử nghiệm trên các chuyến bay không người lái Apollo 4 và Apollo 6, do đó tàu vũ trụ Block II hoàn chỉnh đầu tiên đã bay trong sứ mệnh có người lái đầu tiên là Apollo 7.
Hai Block này về cơ bản có kích thước tổng thể tương tự nhau, nhưng một số cải tiến về thiết kế đã giúp giảm trọng lượng ở Block II. Ngoài ra, các bể thuốc phóng của mô-đun dịch vụ Block I cũng lớn hơn một chút so với Block II. Tàu vũ trụ Apollo 1 nặng khoảng 45,000 pound (20,412 kg), trong khi Block II của Apollo 7 nặng 36,400 lb (16,511 kg). (Hai tàu vũ trụ quỹ đạo Trái Đất này nhẹ hơn tàu vũ trụ sau này bay tới Mặt Trăng vì chúng chỉ mang theo một bộ bể nhiên liệu và không mang theo ăng-ten băng tần S gain cao) Trong các thông số kỹ thuật được đưa ra dưới đây, trừ khi có ghi chú khác, tất cả trọng lượng được đưa ra đều chỉ tàu vũ trụ Block II.
Tổng chi phí phát triển CSM và các bộ phận được sản xuất là 36,9 đô la tỷ đô la Mỹ năm 2016, điều chỉnh từ tổng số danh nghĩa 3,7 tỷ đô la Mỹ sử dụng Chỉ số lạm phát New Start (New Start Inflation Indices) của NASA.

## Mô-đun chỉ huy (CM)

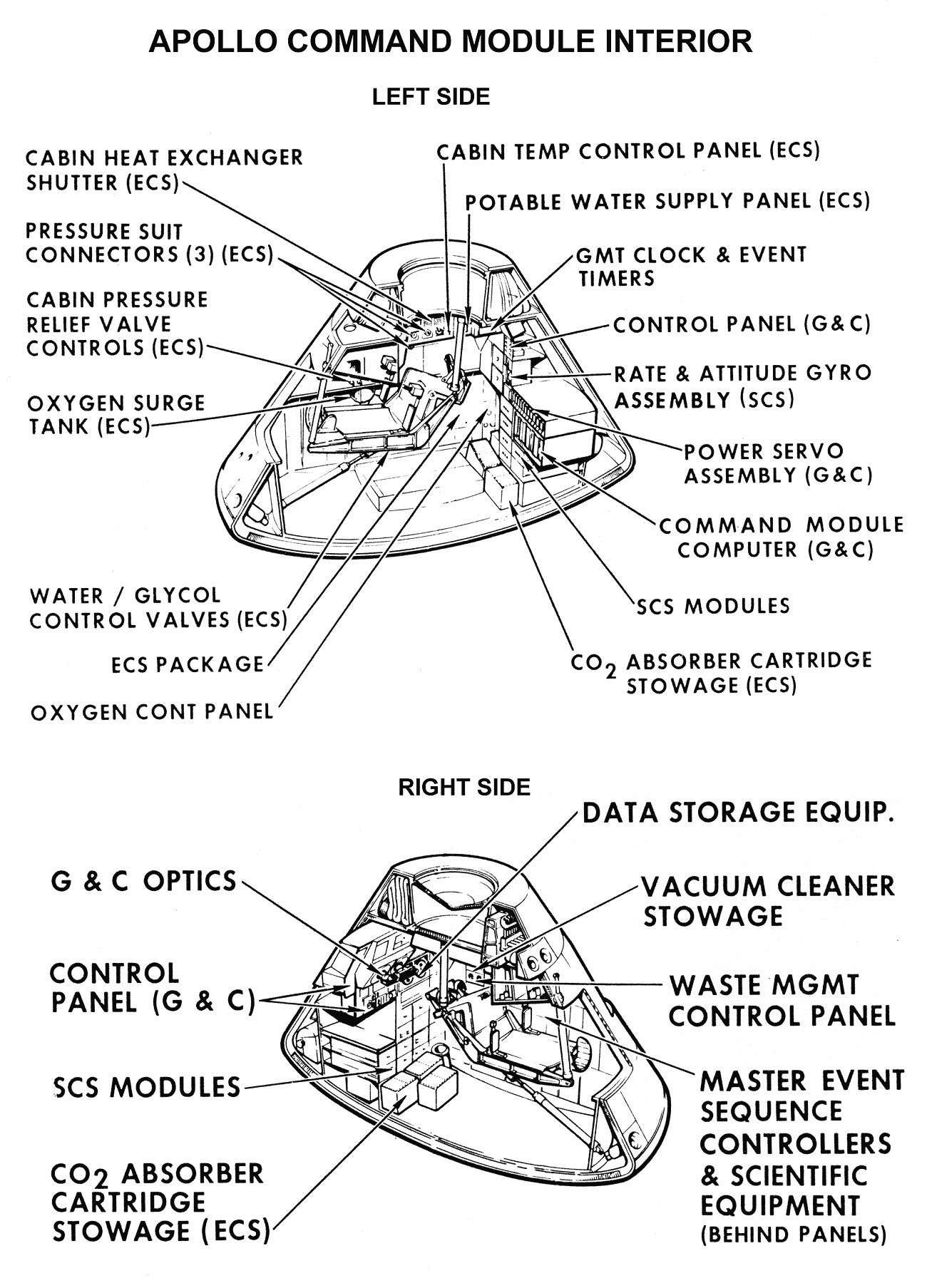
Bố trí bên trong mô-đun chỉ huy

Mô-đun chỉ huy (command module) có dạng hình nón cụt (hình cụt), với đường kính 12 foot 10 inch (3,91 m) dọc qua đáy và chiều cao 11 foot 5 inch (3,48 m), bao gồm ống dò ghép nối (docking probe) và tấm chắn nhiệt hình đĩa ở phía sau. Khoang phía trước chứa hai động cơ đẩy của hệ thống điều khiển phản lực, đường hầm ghép nối và hệ thống đổ bộ Trái Đất. Phần bên trong được điều áp chứa nơi ở của phi hành đoàn, gian (bay) thiết bị, hệ thống điều khiển và màn hình, cùng nhiều hệ thống của tàu vũ trụ. Khoang phía sau chứa 10 động cơ kiểm soát phản lực và các bể chứa thuốc phóng liên quan, bể nước ngọt và dây cáp rốn của CSM.

### Thi công
Mô-đun chỉ huy được chế tạo tại nhà máy của North American ở Downey, California,  và bao gồm hai cấu trúc cơ bản được ghép lại với nhau: cấu trúc bên trong (lớp vỏ áp suất) và cấu trúc bên ngoài.
Cấu trúc bên trong có kết cấu dạng bánh sandwich nhôm (aluminum sandwich construction) bao gồm lớp vỏ nhôm hàn bên trong, lõi nhôm kiểu tổ ong (honeycomb) gắn dính chặt và tấm mặt (face sheet) bên ngoài. Độ dày tổ ong dao động từ 1,5 inch (3,8 cm) ở gốc đến khoảng 0,25 inch (0,64 cm) tại đường hầm tiếp cận phía trước. Cấu trúc bên trong này chính là khoang điều áp chứa phi hành đoàn.
Cấu trúc bên ngoài được làm bằng thép không gỉ hàn theo kiểu tổ ong giữa các tấm mặt hợp kim thép. Độ dày của nó dao động trong khoảng từ 0,5 inch đến 2,5 inch. Một phần của khu vực giữa lớp vỏ bên trong và bên ngoài được lấp đầy bằng một lớp cách nhiệt sợi thủy tinh như lớp bảo vệ nhiệt bổ sung.

#### Bảo vệ nhiệt (tấm chắn nhiệt)

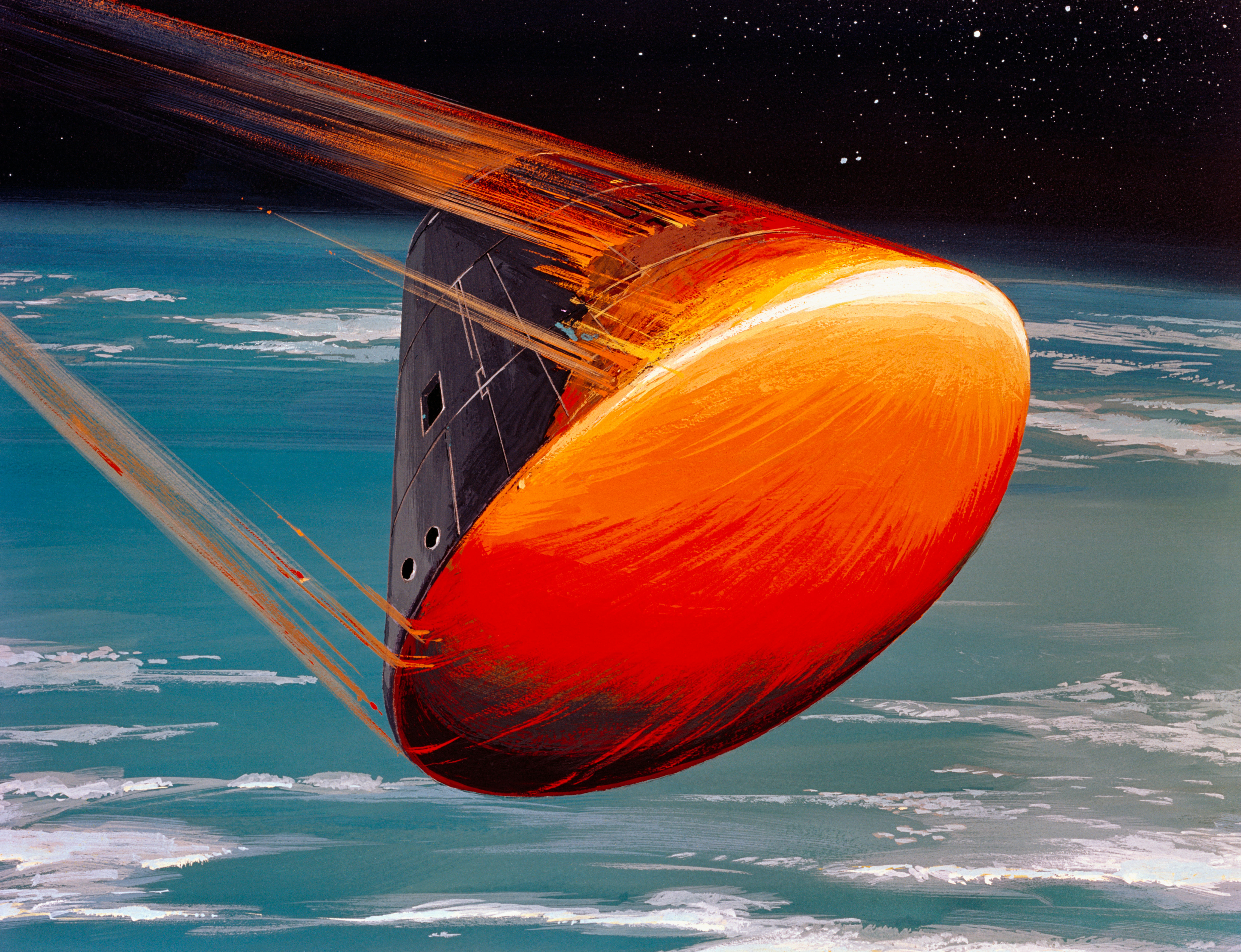
Mô-đun chỉ huy quay trở lại bầu khí quyển ở góc tấn khác 0 để bay dần xuống và kiểm soát địa điểm hạ cánh (ảnh minh họa)

Một tấm chắn nhiệt tự bào mòn (ablative heat shield) ở bên ngoài CM bảo vệ capsule khỏi sức nóng khi tái thâm nhập, vốn có thể làm tan chảy hầu hết các kim loại. Tấm chắn nhiệt này được làm từ nhựa phenolic formaldehyde. Khi tái thâm nhập, vật liệu sẽ bị cháy đen và tan chảy, giúp hấp thụ và mang đi lượng lớn nhiệt trong quá trình này. Tấm chắn nhiệt có một số lớp phủ bên ngoài: một lớp bịt kẽ rỗng, một lớp cản hơi ẩm (lớp phủ phản quang màu trắng) và lớp phủ nhiệt Mylar màu bạc trông giống như lá nhôm.
Tấm chắn nhiệt có độ dày dao động từ 2 inch (5,1 cm) ở phần phía sau (phần đế của khoang, hướng về phía trước trong quá trình tái thâm nhập) đến 0,5 inch (1,3 cm) trong khoang phi hành đoàn và phần phía trước. Tổng trọng lượng của tấm khiên là khoảng 3.000 pound (1.400 kg).

#### Khoang phía trước
Với chiều cao 1 foot 11 inch (0,58 m), khoang phía trước (forward compartment) là khu vực bên ngoài lớp vỏ áp suất bên trong ở mũi capsule, nằm xung quanh đường hầm ghép nối phía trước và được che phủ bởi tấm chắn nhiệt phía trước. Khoang được chia thành bốn phân đoạn 90 độ chứa thiết bị hạ cánh xuống Trái Đất (tất cả dù, ăng-ten cứu hộ, đèn hiệu và dây đeo cứu hộ trên biển), hai động cơ đẩy điều khiển phản lực và cơ chế giải phóng tấm chắn nhiệt phía trước.
Ở độ cao khoảng 25.000 foot (7.600 m) trong quá trình tái thâm nhập, tấm chắn nhiệt phía trước sẽ được loại bỏ nhằm để lộ thiết bị hạ cánh xuống Trái Đất và cho phép triển khai dù.

#### Khoang phía sau
Với chiều cao 1 foot 8 inch (0,51 m), khoang phía sau (aft compartment) nằm ở xung quanh ngoại vi mô-đun chỉ huy ở phần rộng nhất của nó, ngay phía trước (phía trên) tấm chắn nhiệt phía sau. Khoang này được chia thành 24 gian chứa 10 động cơ điều khiển phản lực; bể nhiên liệu, chất oxy hóa và heli cho hệ thống điều khiển phản lực của CM; bể chứa nước; các crushable rib (bộ phận làm bằng các tấm nhôm sóng cán mỏng liên kết (bonded laminations of corrugated aluminum), giúp hấp thụ năng lượng bằng cách tự gập vào khi bị tác động) của hệ thống giảm chấn; và một số thiết bị. Đường dây rốn CM-SM, nơi hệ thống dây điện và đường ống chạy từ mô-đun này sang mô-đun khác, cũng nằm ở khoang phía sau. Các panel của tấm chắn nhiệt bao phủ khoang phía sau có thể được tháo rời để bảo dưỡng thiết bị trước khi bay.

### Hệ thống đổ bộ Trái Đất

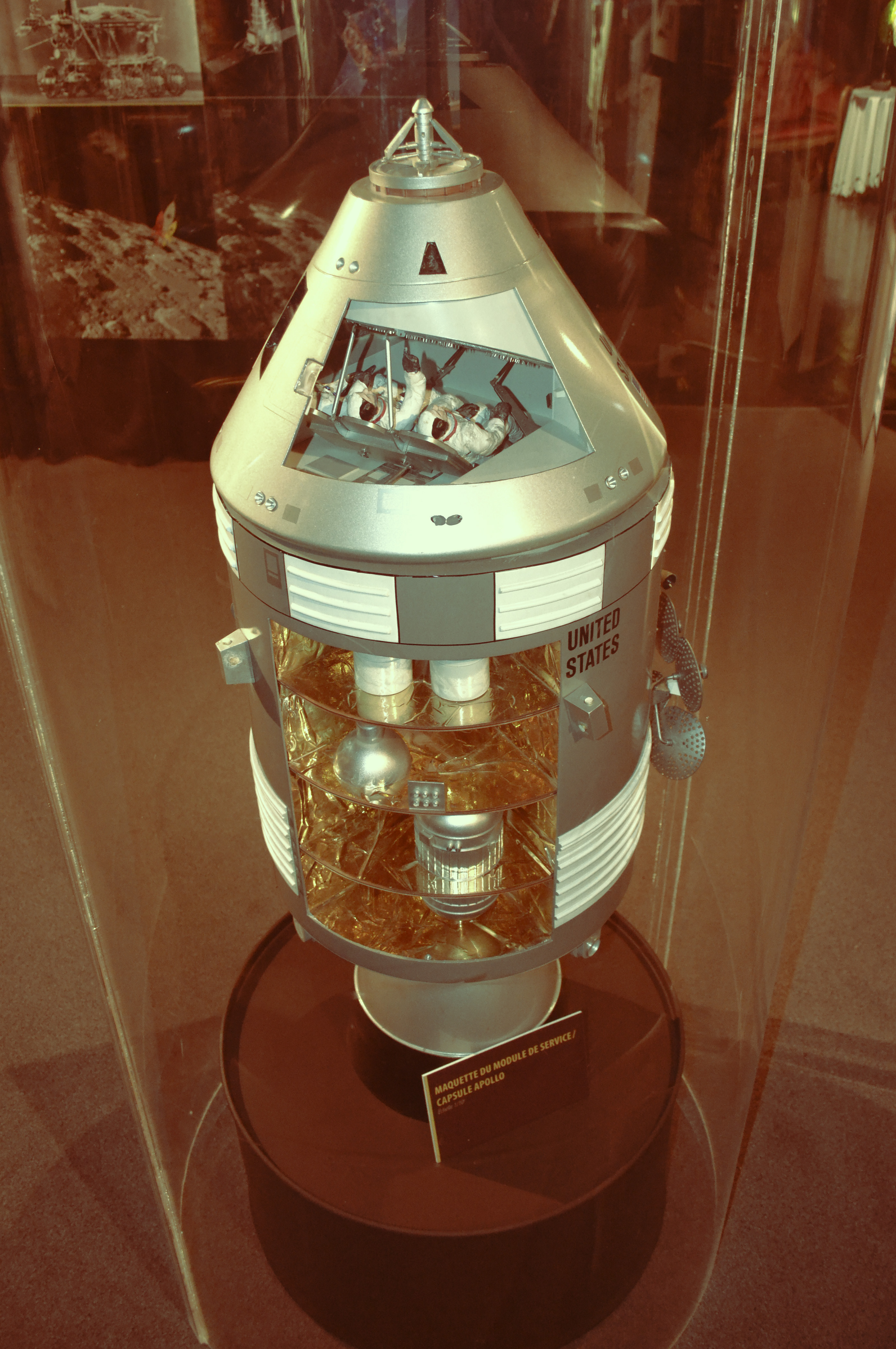
Mô hình thu nhỏ của mô-đun chỉ huy và dịch vụ Apollo tại Trung tâm Vũ trụ Euro, Bỉ

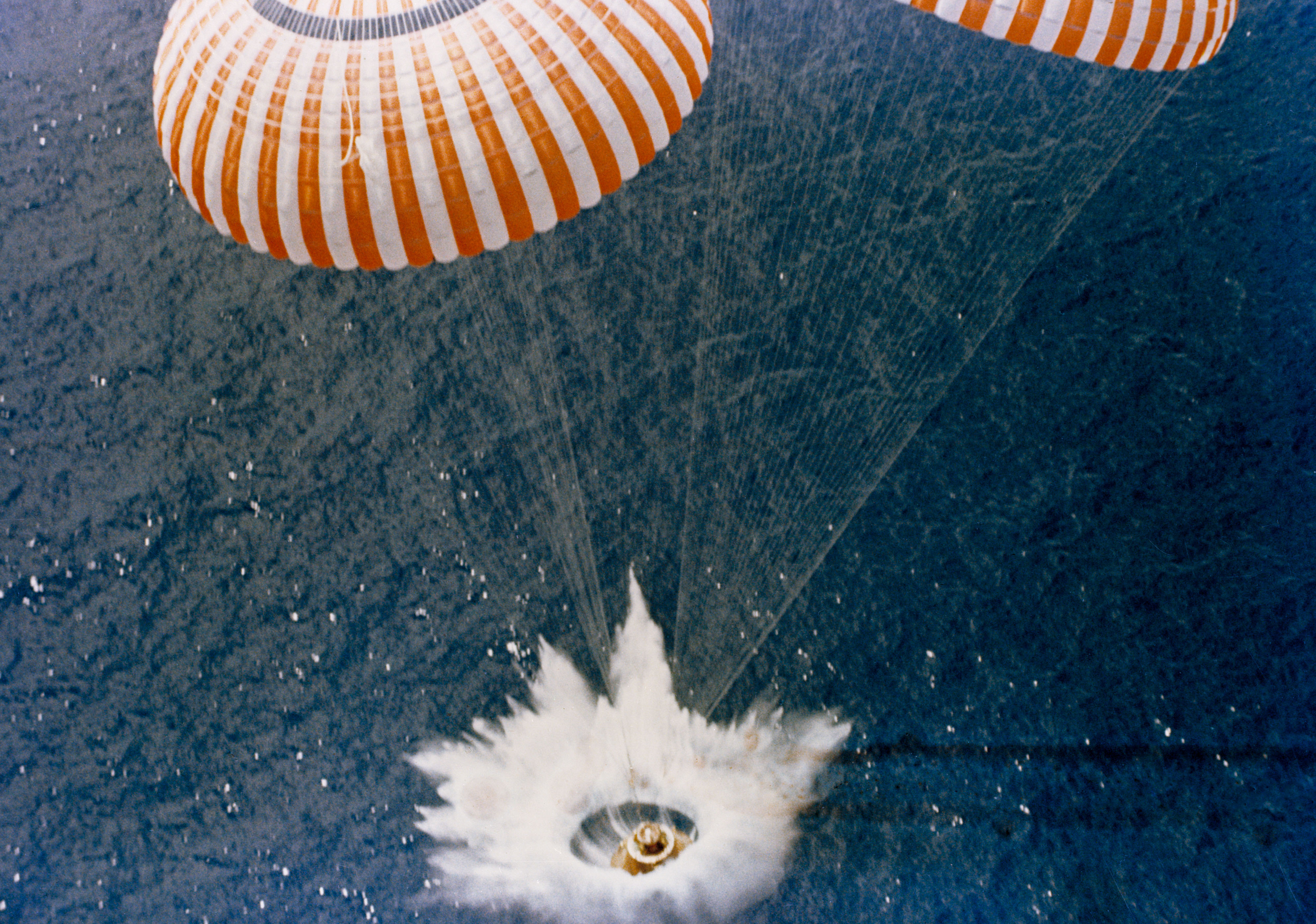
Mô-đun chỉ huy Apollo 15 đáp xuống Thái Bình Dương, năm 1971

Các thành phần của hệ thống đổ bộ Trái Đất (Earth landing system, viết tắt là ELS) được đặt xung quanh đường hầm ghép nối phía trước. Khoang phía trước ngăn cách với khoang giữa bằng một vách ngăn và được chia thành bốn góc (wedge) 90 độ. ELS bao gồm hai dù hãm có gắn súng cối, ba dù chính, ba dù điều khiển (pilot parachute) để triển khai dù chính, ba túi bơm hơi để dựng thẳng capsule nếu cần, một dây cáp cứu hộ trên biển, một dụng cụ đánh dấu màu và một dây rốn swimmer (swimmer umbilical).
Trọng tâm của mô-đun chỉ huy lệch khoảng 1 foot (0,30 m) so với tâm áp suất (dọc theo trục đối xứng), tạo ra một mô men quay trong quá trình tái thâm nhập, chỉnh góc cho capsule và tạo ra một lực nâng (tỷ lệ lực nâng trên lực cản khoảng 0,368). Sau đó, capsule được lái bằng cách xoay khoang tàu bằng động cơ đẩy; khi không cần lái, khoang tàu sẽ quay chậm và hiệu ứng nâng bị triệt tiêu. Hệ thống này làm giảm đáng kể lực G mà các phi hành gia phải chịu, cho phép kiểm soát hướng đi hợp lý và xác định điểm splashdown của capsule trong phạm vi vài dặm.
Ở độ cao 24.000 foot (7.300 m), tấm chắn nhiệt phía trước được loại bỏ bằng cách sử dụng bốn lò xo nén khí nén. Dù hãm sau đó được triển khai, làm chậm tàu vũ trụ xuống còn 125 dặm Anh trên giờ (201 kilômét trên giờ). Ở độ cao 10.700 foot (3.300 m), các phao neo bị vứt bỏ và những chiếc dù điều khiển (dùng để triển khai dù chính) được triển khai. Những thứ này làm chậm CM xuống còn 22 dặm Anh trên giờ (35 kilômét trên giờ) để thực hiện splashdown. Phần đầu tiên của capsule tiếp xúc với mặt nước có các crushable rib để giảm thiểu lực va chạm. Mô-đun chỉ huy có thể an toàn rơi xuống đại dương chỉ với hai chiếc dù được triển khai (như trên Apollo 15); chiếc dù thứ ba đóng vai trò là biện pháp phòng ngừa an toàn.

### Hệ thống điều khiển phản lực
Hệ thống điều khiển tư thế của mô-đun chỉ huy bao gồm mười hai động cơ đẩy điều khiển tư thế 93 pound lực (410 N), trong đó có mười bộ nằm ở khoang phía sau cộng thêm hai bộ ở khoang phía trước. Chúng được cấp nhiên liệu bởi bốn bể chứa 270 pound (120 kg) nhiên liệu monomethylhydrazine và chất oxy hóa nitơ tetroxide, được nén bởi 1,1 pound (0,50 kg) heli lưu trữ ở áp suất 4.150 pound trên inch vuông (28,6 MPa) trong hai bể.

### Cửa sập
Cửa sập ghép nối phía trước được lắp ở phía trên cùng của đường hầm ghép nối. Nó có đường kính 30 inch (76 cm) và nặng 80 pound (36 kg), được chế tạo từ hai vòng gia công (machined ring) hàn nối với một panel tổ ong hàn cứng (razed honeycomb). Mặt ngoài cửa sập được phủ bằng 0,5 inch (13 mm) lớp cách nhiệt và một lớp giấy bạc. Nó có sáu vị trí chốt và vận hành bằng tay bơm. Cửa sập có một van ở giữa, dùng để cân bằng áp suất giữa đường hầm và CM để có thể tháo cửa sập ra.
Cửa sập phi hành đoàn hợp nhất (unified crew hatch, UCH) cao 29 inch (74 cm), rộng 34 inch (86 cm) và nặng 225 pound (102 kg). Nó được vận hành bằng một tay bơm, dẫn động cơ cấu bánh cóc (ratchet) để mở hoặc đóng mười lăm chốt cùng lúc.

### Cơ cấu ghép nối
Nhiệm vụ Apollo yêu cầu LM phải ghép nối với CSM khi trở về từ Mặt Trăng, cũng như trong quá trình đổi chỗ, ghép nối và tách rời (transposition, docking, and extraction) khi bắt đầu translunar coast (quá trình tàu vũ trụ bay từ Trái Đất đến Mặt Trăng mà không cần động cơ đẩy sau khi phóng chuyển tiếp Mặt Trăng). Cơ chế ghép nối là một hệ thống phi lưỡng tính, bao gồm một ống dò nằm ở mũi của CSM, có thể được kết nối với phao hình phễu (drogue), một thiết bị hình nón cụt nằm trên mô-đun Mặt Trăng. Ống dò được kéo dài để bắt phao ở lần đầu tiếp xúc, được gọi là "ghép nối mềm" (soft docking). Sau đó, ống dò thu lại để kéo các phương tiện lại với nhau và thiết lập kết nối chắc chắn, hay "ghép nối cứng" (hard docking).

### Bố trí nội thất cabin

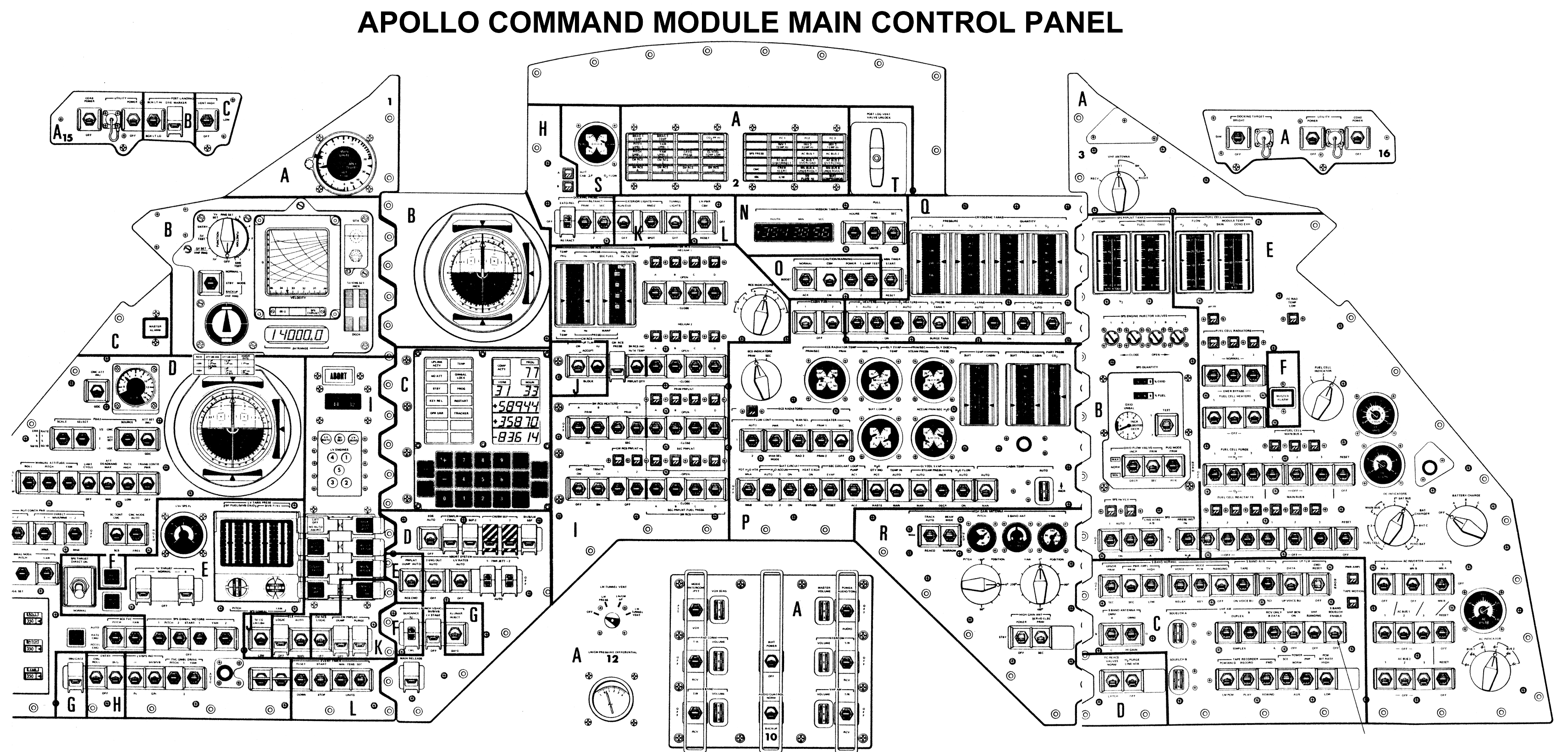
Bảng điều khiển chính

Buồng lái của mô-đun chỉ huy Apollo 11 với ba chỗ ngồi. Được lưu giữ tại Bảo tàng Hàng không và Không gian Quốc gia, hình ảnh có độ phân giải rất cao này do Viện Smithsonian chụp vào năm 2007.

Khu vực áp suất trung tâm của mô-đun chỉ huy là khoang duy nhất có thể sinh sống được. Nó có thể tích bên trong là 210 foot khối (5,9 m3) và chứa các bảng điều khiển chính, ghế phi hành đoàn, hệ thống dẫn đường và định hướng, tủ đựng thực phẩm và thiết bị, hệ thống quản lý chất thải và đường hầm ghép nối.
Chiếm phần lớn ở phía trước cabin là bảng hiển thị chính hình lưỡi liềm, rộng gần 7 foot (2,1 m) và cao 3 foot (0,91 m). Nó được sắp xếp thành ba panel, mỗi panel nhấn mạnh vào nhiệm vụ của từng thành viên phi hành đoàn. Bảng điều khiển của chỉ huy nhiệm vụ (bên trái) bao gồm các chỉ số vận tốc, tư thế, độ cao, các nút điều khiển bay chính và FDAI (Chỉ số Tư thế Điều khiển Chuyến bay, tiếng Anh là Flight Director Attitude Indicator).
Phi công CM đóng vai trò là hoa tiêu, vì vậy bảng điều khiển của anh ta (ở giữa) bao gồm các nút điều khiển máy tính dẫn đường và điều hướng, bảng chỉ báo cảnh báo và thận trọng, bộ đếm thời gian sự kiện, Service Propulsion System, các nút điều khiển RCS và các nút điều khiển hệ thống kiểm soát môi trường.
Phi công LM đóng vai trò là kỹ sư hệ thống, vì vậy bảng điều khiển của anh ấy (bên phải) bao gồm đồng hồ đo và điều khiển bình nhiên liệu, điều khiển điện và pin, và điều khiển thông tin liên lạc.

Nằm hai bên của bảng điều khiển chính là các bộ bảng điều khiển nhỏ hơn. Phía bên trái là bảng cầu dao điện, điều khiển âm thanh và điều khiển năng lượng cho SCS. Bên phải có thêm các cầu dao điện và bảng điều khiển âm thanh dự phòng, cùng với các công tắc của thiết bị kiểm soát môi trường. Tổng cộng, bảng điều khiển mô-đun chỉ huy bao gồm 24 thiết bị, 566 công tắc, 40 đèn báo sự kiện và 71 đèn.

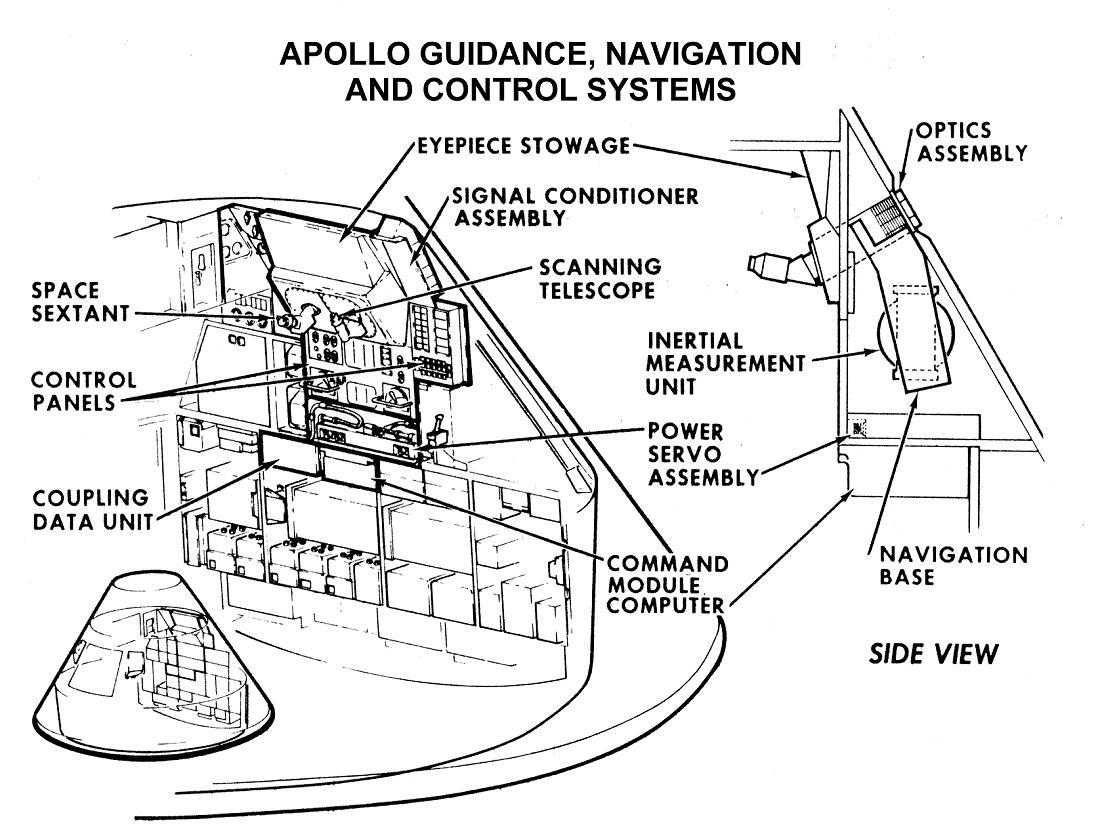
Thiết bị dẫn đường và điều hướng

Ba chiếc ghế dài của phi hành đoàn được làm từ ống thép rỗng và phủ bằng vải chống cháy dày gọi là Armalon. Phần chân của hai chiếc ghế dài bên ngoài có thể gập lại ở nhiều vị trí khác nhau, trong khi phần hông của chiếc ghế dài ở giữa có thể tháo rời và đặt trên vách ngăn phía sau. Một bộ điều khiển xoay và một bộ điều khiển tịnh tiến được lắp trên tay vịn của ghế dài bên trái. Bộ điều khiển tịnh tiến được thành viên phi hành đoàn sử dụng để thực hiện thao tác đổi chỗ, ghép nối và tách rời với LM, thường là bởi phi công CM. Ghế ở giữa và bên phải có bộ điều khiển xoay kép. Những chiếc ghế dài được đỡ bằng tám thanh chống sốc, được thiết kế để giảm thiểu tác động khi hạ cánh trên mặt nước hoặc trong trường hợp hạ cánh khẩn cấp trên mặt đất cứng.
CM có năm cửa sổ. Hai cửa sổ bên hình vuông có kích thước 9 inch (23 cm), nằm cạnh ghế dài bên trái và bên phải. Hai cửa sổ gặp nhau (rendezvous) hình tam giác hướng về phía trước có kích thước 8 nhân 9 inch (20 nhân 23 cm), được sử dụng để hỗ trợ gặp nhau và ghép nối với LM. Cửa sổ sập hình tròn có đường kính 9 inch (23 cm), nằm ngay phía trên ghế dài ở giữa. Mỗi cụm cửa sổ bao gồm ba tấm kính dày. Hai tấm kính bên trong được làm bằng aluminosilicate, là một phần khu vực áp suất của mô-đun. Tấm kính bên ngoài bằng silica nóng chảy vừa có tác dụng ngăn mảnh vỡ vừa là một phần của tấm chắn nhiệt. Mỗi tấm kính có lớp phủ chống phản quang và lớp phủ phản quang màu xanh-đỏ ở mặt bên trong.

### Thông số kỹ thuật
- Phi hành đoàn: 3

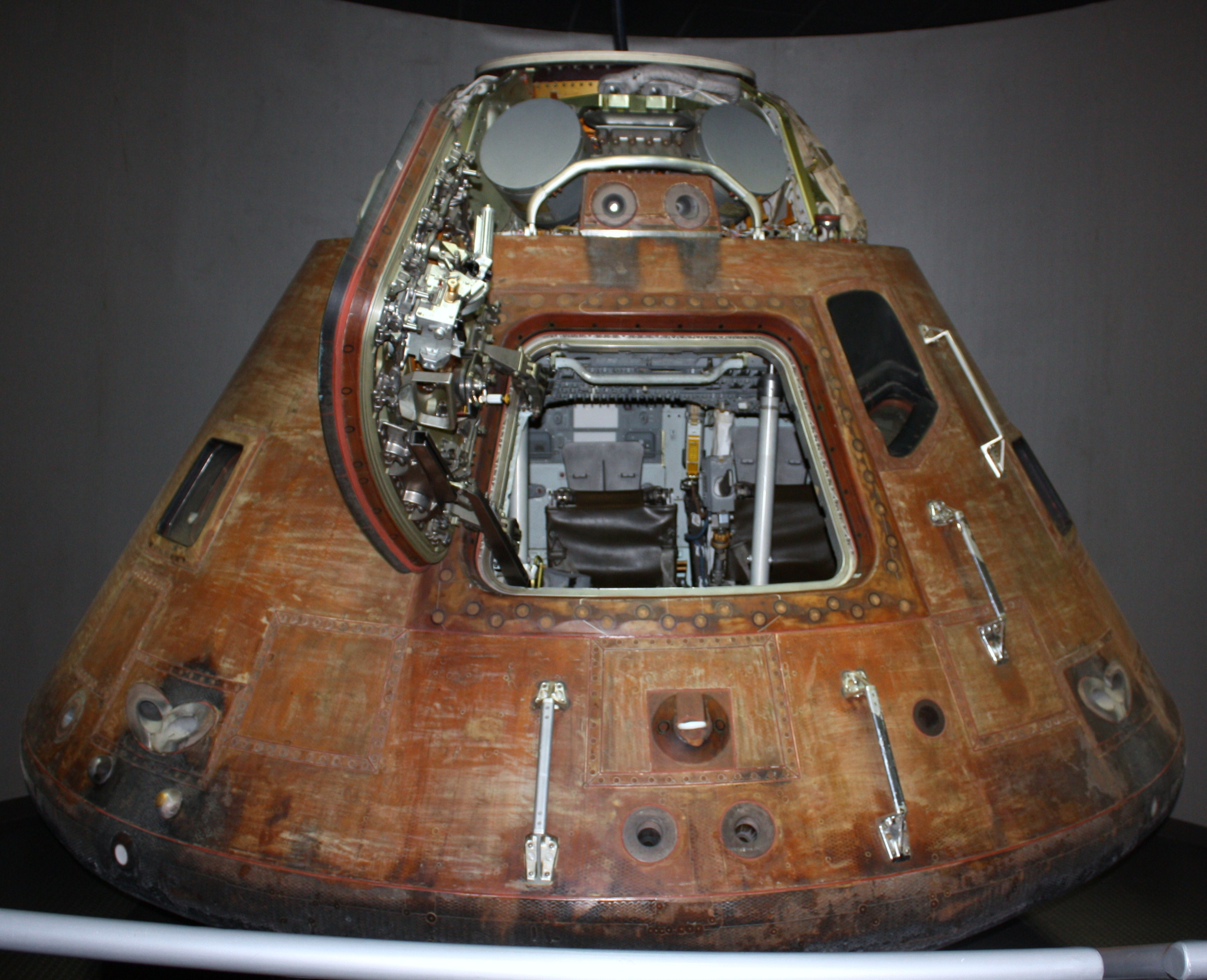
Mô-đun chỉ huy Apollo 14 Kitty Hawk tại Trung tâm Vũ trụ Kennedy, Florida.

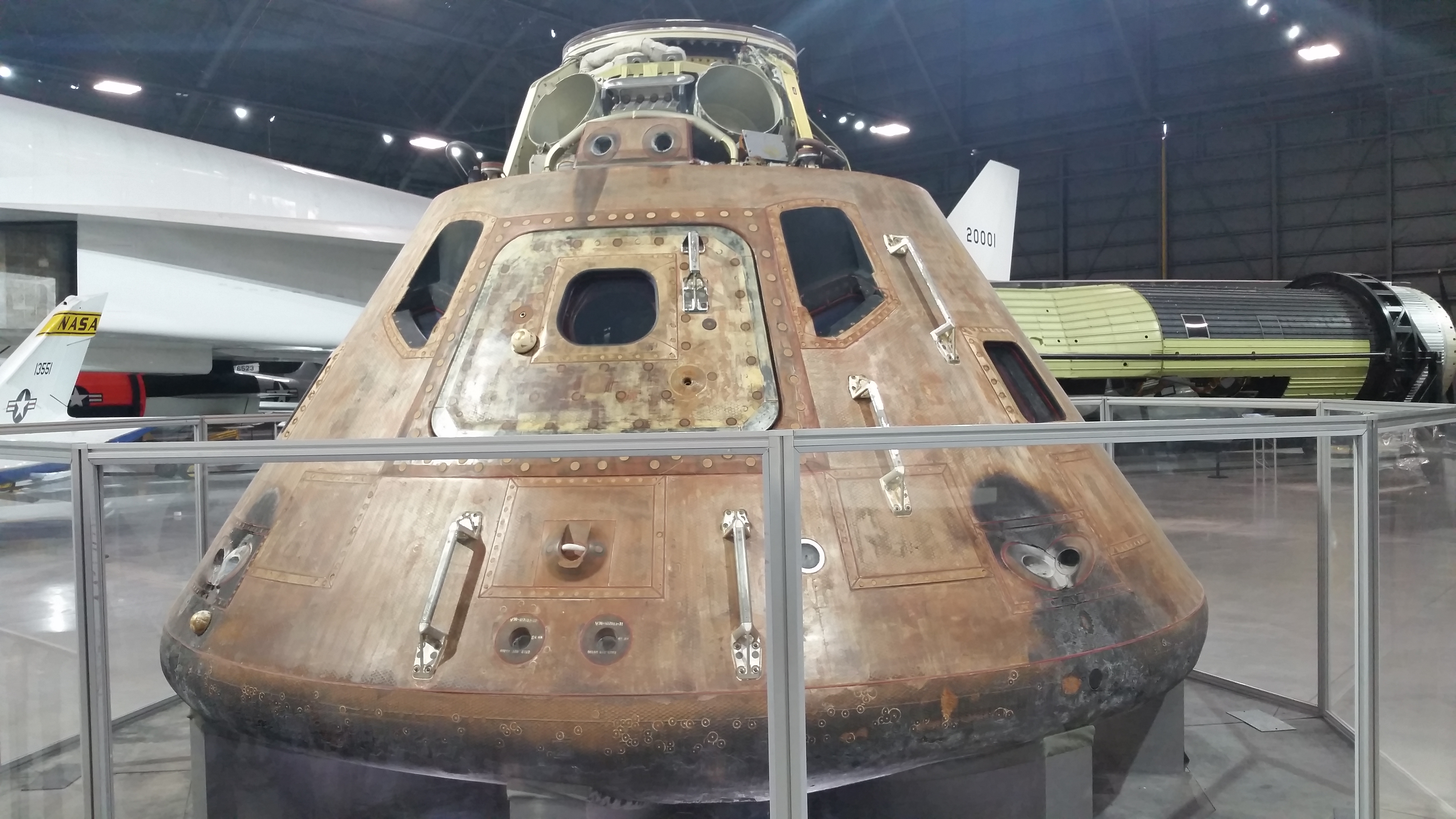
Mô-đun chỉ huy Apollo 15 Endeavour tại Bảo tàng Quốc gia Không quân Hoa Kỳ, Dayton, Ohio

- Thể tích cabin phi hành đoàn: 210 ft khối (5,9 m3) không gian sinh sống, 366 ft khối (10,4 m3) điều áp
- Chiều dài: 11,4 ft (3,5 m)
- Đường kính: 12,8 ft (3,9 m)
- Khối lượng: 12.250 lb (5.560 kg)
  - Khối lượng cấu trúc: 3.450 lb (1.560 kg)
  - Khối lượng tấm chắn nhiệt: 1.869 lb (848 kg)
  - Khối lượng động cơ RCS: 12 × 73,3 lb (33,2 kg)
  - Khối lượng thiết bị thu hồi: 540 lb (240 kg)
  - Khối lượng thiết bị điều hướng: 1.113 lb (505 kg)
  - Khối lượng thiết bị đo từ xa: 440 lb (200 kg)
  - Khối lượng thiết bị điện: 1.540 lb (700 kg)
  - Khối lượng các hệ thống liên lạc: 220 lb (100 kg)
  - Khối lượng ghế dài và đồ dùng phi hành đoàn: 1.210 lb (550 kg)
  - Khối lượng hệ thống kiểm soát môi trường: 440 lb (200 kg)
  - Khối lượng dự phòng khác: 440 lb (200 kg)
- RCS: mười hai động cơ đẩy 93 lbf (410 N), khai hỏa theo cặp
- Thuốc phóng của RCS: MMH/N
2O
4
- Khối lượng thuốc phóng của RCS: 270 lb (120 kg)
- Sức chứa nước uống: 33 lb (15 kg)
- Sức chứa nước thải: 58 lb (26 kg)
- Chất lọc CO2: lithi hydroxide
- Chất hấp thụ mùi: than hoạt tính
- Pin hệ thống điện: ba viên pin oxit bạc 40 ampe giờ; hai viên pin pyrotechinic oxit bạc 0,75 ampe giờ
- Dù: hai dù hãm ribbon hình nón 16,5 foot (5,0 m); ba dù điều khiển ringslot 7,2 foot (2,2 m); ba dù chính ringsail 83,5 foot (25,5 m)[17]

Nguồn:

## Mô-đun dịch vụ (SM)

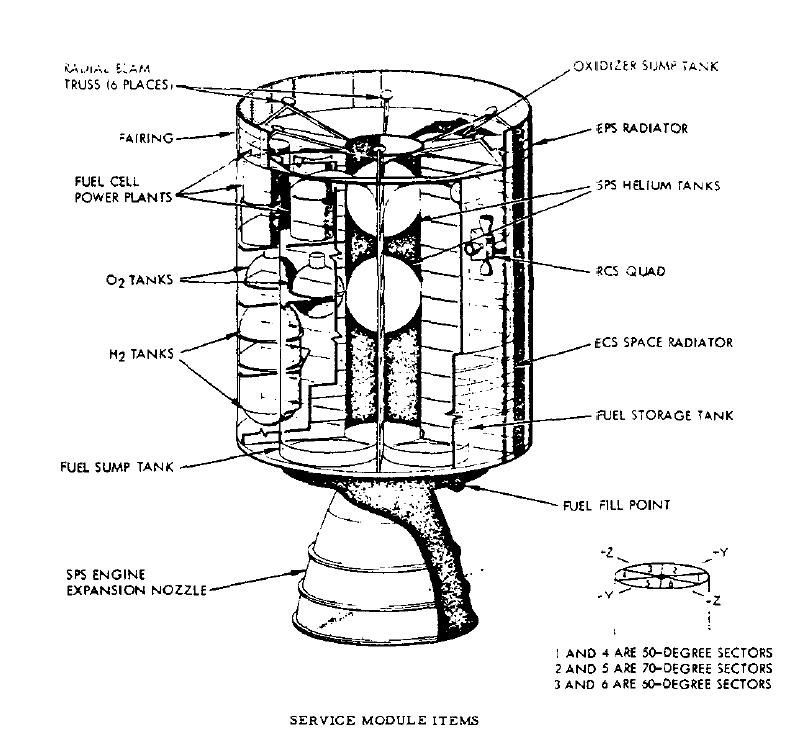
Các thành phần bên trong của mô-đun dịch vụ Block II

### Thi công
Mô-đun dịch vụ là một cấu trúc hình trụ không điều áp, có đường kính 12 foot 10 inch (3,91 m) và dài 14 foot 10 inch (4,52 m). Cộng với vòi phun động cơ service propulsion và tấm chắn nhiệt, tổng chiều cao SM lên đến 24 foot 7 inch (7,49 m). Bên trong mô-đun là một cấu trúc đơn giản bao gồm một phần đường hầm trung tâm đường kính 44 inch (1,1 m), được bao quanh bởi sáu phân đoạn hình quạt tròn. Mỗi phân đoạn bao phủ bởi một vách ngăn phía trước và tấm chắn, ngăn cách bởi sáu thanh dầm hướng tâm, được bao phủ bên ngoài bằng bốn panel tổ ong và được hỗ trợ bởi một vách ngăn phía sau và tấm chắn nhiệt động cơ. Không phải phân đoạn nào cũng đều có góc 60° bằng nhau mà thay đổi tùy theo kích thước yêu cầu.
Phần đầu phương tiện dài 1 foot 11 inch (58 cm) và chứa máy tính hệ thống điều khiển phản lực (RCS), khối phân phối điện, điều khiển ECS, bộ điều khiển tách rời và các thành phần cho ăng-ten gain cao, bao gồm tám bộ tản nhiệt EPS và cánh tay kết nối dạng rốn chứa các kết nối điện và hệ thống ống nước chính tới CM. Vỏ ngoài phần đầu chứa một đèn rọi hướng về phía trước có thể thu vào; một đèn pha EVA để hỗ trợ phi công mô-đun chỉ huy trong việc thu hồi phim SIM; và một đèn hiệu cuộc hẹn nhấp nháy có thể nhìn thấy từ 54 hải lý (100 km), đóng vai trò như một phương tiện hỗ trợ dẫn đường để gặp gỡ LM.
SM được kết nối với CM bằng ba dây căng (tension tie) và sáu miếng đệm nén. Dây căng làm từ dây (strap) thép không gỉ bắt vít vào tấm chắn nhiệt phía sau của CM. SM gắn liền với mô-đun chỉ huy trong hầu hết nhiệm vụ cho đến khi bị vứt bỏ ngay trước khi quay trở lại bầu khí quyển Trái Đất. Khi loại bỏ, các kết nối rốn CM bị cắt đứt bằng cụm máy chém được kích hoạt bằng pháo nổ.

### Service propulsion system

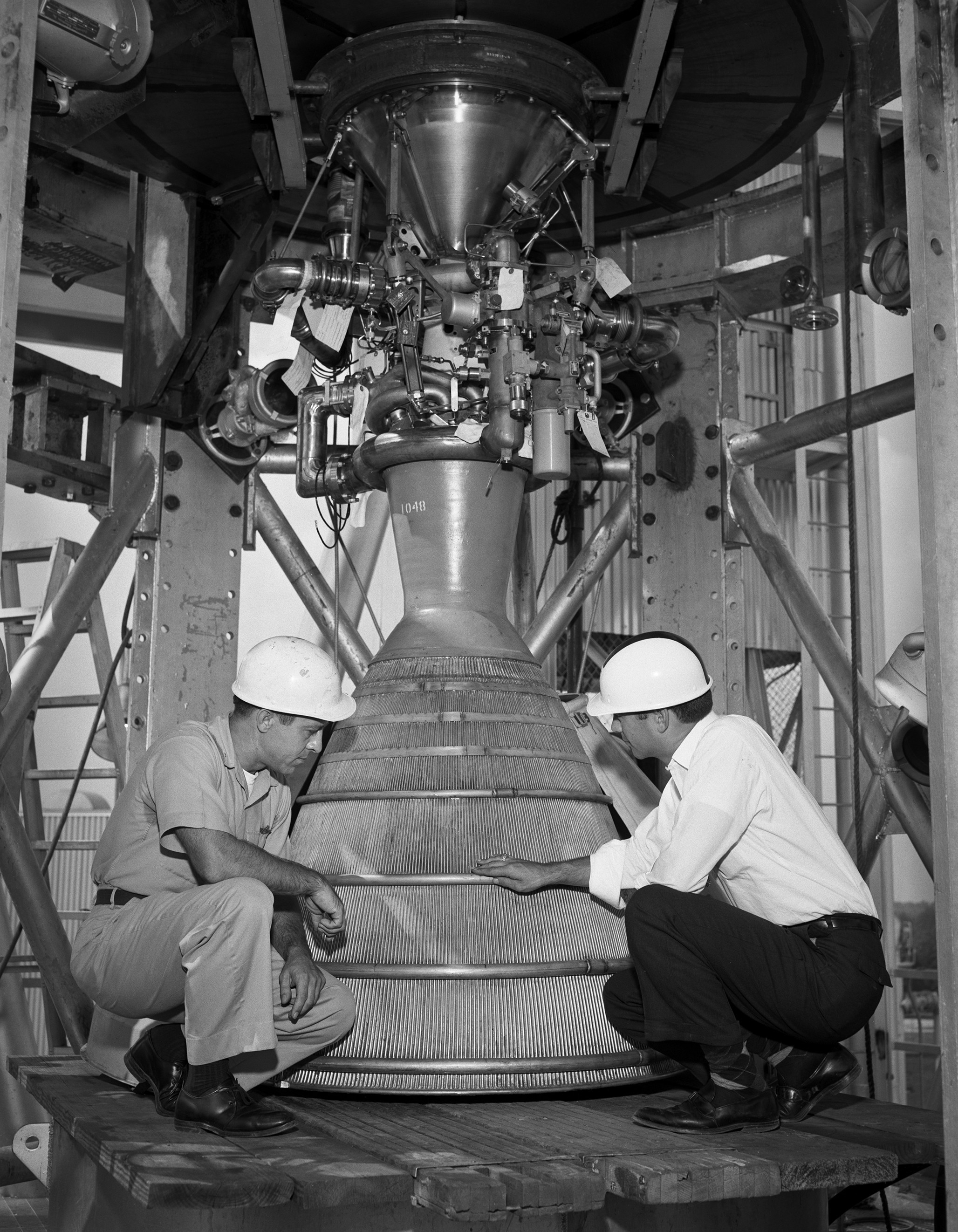
Các kỹ sư tại Căn cứ Không quân Arnold với động cơ service propulsion của Apollo

Động cơ service propulsion system (SPS; tạm dịch: hệ thống đẩy của mô-đun dịch vụ) ban đầu được thiết kế để phóng CSM từ bề mặt Mặt Trăng trong nhiệm vụ bay lên trực tiếp. Động cơ được chọn là AJ10-137, sử dụng Aerozine 50 làm nhiên liệu và nitơ tetroxide (N
2O
4) làm chất oxy hóa để tạo ra 20.500 lbf (91 kN) lực đẩy. NASA đã ký hợp đồng với công ty Aerojet-General vào tháng 4 năm 1962 để bắt đầu phát triển động cơ, kết quả cho ra lực đẩy gấp đôi mức cần thiết để hoàn thành phương thức nhiệm vụ điểm hẹn quỹ đạo Mặt Trăng (LOR) được lựa chọn vào tháng 7 năm đó. Động cơ này thực chất được sử dụng để hiệu chỉnh đường bay giữa Trái Đất và Mặt Trăng và đưa tàu vũ trụ vào và ra khỏi quỹ đạo Mặt Trăng. Nó cũng đóng vai trò là tên lửa đẩy lùi để thực hiện quá trình đốt cháy rời khỏi quỹ đạo cho các chuyến bay trên quỹ đạo Trái Đất.
Thuốc phóng được đưa vào động cơ bằng áp suất bởi 39,2 foot khối (1,11 m3) khí heli ở mật độ 3.600 pound trên inch vuông (25 MPa), chứa trong hai bể hình cầu đường kính 40 inch (1,0 m).
Vòi xả có chiều dài 152,82 inch (3,882 m) và chiều rộng 98,48 inch (2,501 m) ở phần gốc. Nó được gắn trên hai khớp cardan để giữ cho lực đẩy thẳng hàng với trọng tâm của tàu vũ trụ trong quá trình đốt cháy SPS. Buồng đốt và bình chứa áp suất được đặt trong đường hầm trung tâm.

### Hệ thống điều khiển phản lực

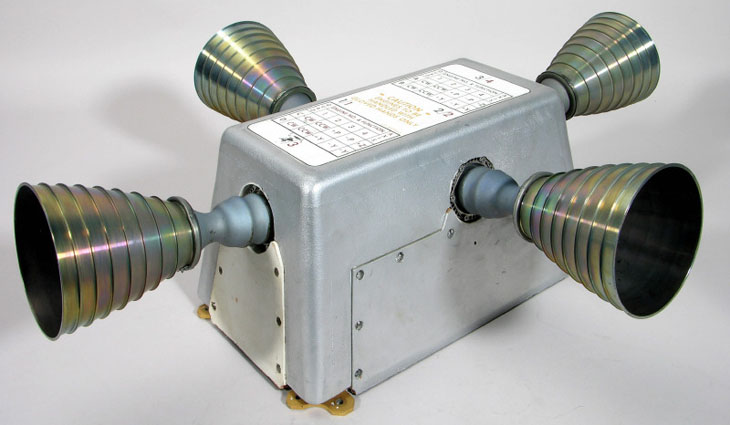
Cụm quad RCS (RCS quad) chứa bốn động cơ đẩy R-4D được sử dụng trên mô-đun dịch vụ Apollo

Bốn cụm gồm bốn động cơ đẩy của hệ thống điều khiển phản lực (RCS) (gọi là các "quad") được lắp đặt xung quanh phần trên của SM theo góc 90°. Hệ thống gồm mười sáu động cơ đẩy này cung cấp khả năng điều khiển quay và tịnh tiến theo cả ba trục của tàu vũ trụ. Mỗi động cơ đẩy R-4D có chiều dài 12 inch (30 cm) và đường kính 6 inch (15 cm), tạo ra 100 pound lực (440 N) lực đẩy, sử dụng monomethylhydrazine (MMH) nén bằng heli làm nhiên liệu và nitơ tetroxide (NTO) làm chất oxy hóa. Mỗi cụm quad có kích thước đo được là 2,2 nhân 2,7 foot (0,67 nhân 0,82 m) và có nhiên liệu, chất oxy hóa và bình heli riêng được lắp bên trong một panel vỏ ngoài 8 nhân 2,75 foot (2,44 nhân 0,84 m). Bình nhiên liệu chính (MMH) chứa 69,1 pound (31,3 kg); bình nhiên liệu phụ chứa 45,2 pound (20,5 kg); bình chất oxy hóa chính chứa 137,0 pound (62,1 kg) và bình chất oxy hóa thứ cấp chứa 89,2 pound (40,5 kg). Các bình thuốc phóng được nén từ một bình duy nhất chứa 1,35 pound (0,61 kg) heli lỏng.  Dòng chảy ngược được ngăn chặn bằng một loạt van kiểm tra, và các yêu cầu về dòng chảy ngược và hao hụt được giải quyết bằng cách chứa thuốc phóng và chất oxy hóa trong các túi Teflon có công dụng tách thuốc phóng khỏi chất tăng áp heli.
Bốn cụm RCS hoàn toàn độc lập này đóng vai trò dự phòng; chỉ cần hai đơn vị hoạt động liền kề để cho phép kiểm soát tư thế của tàu.

### Hệ thống điện năng

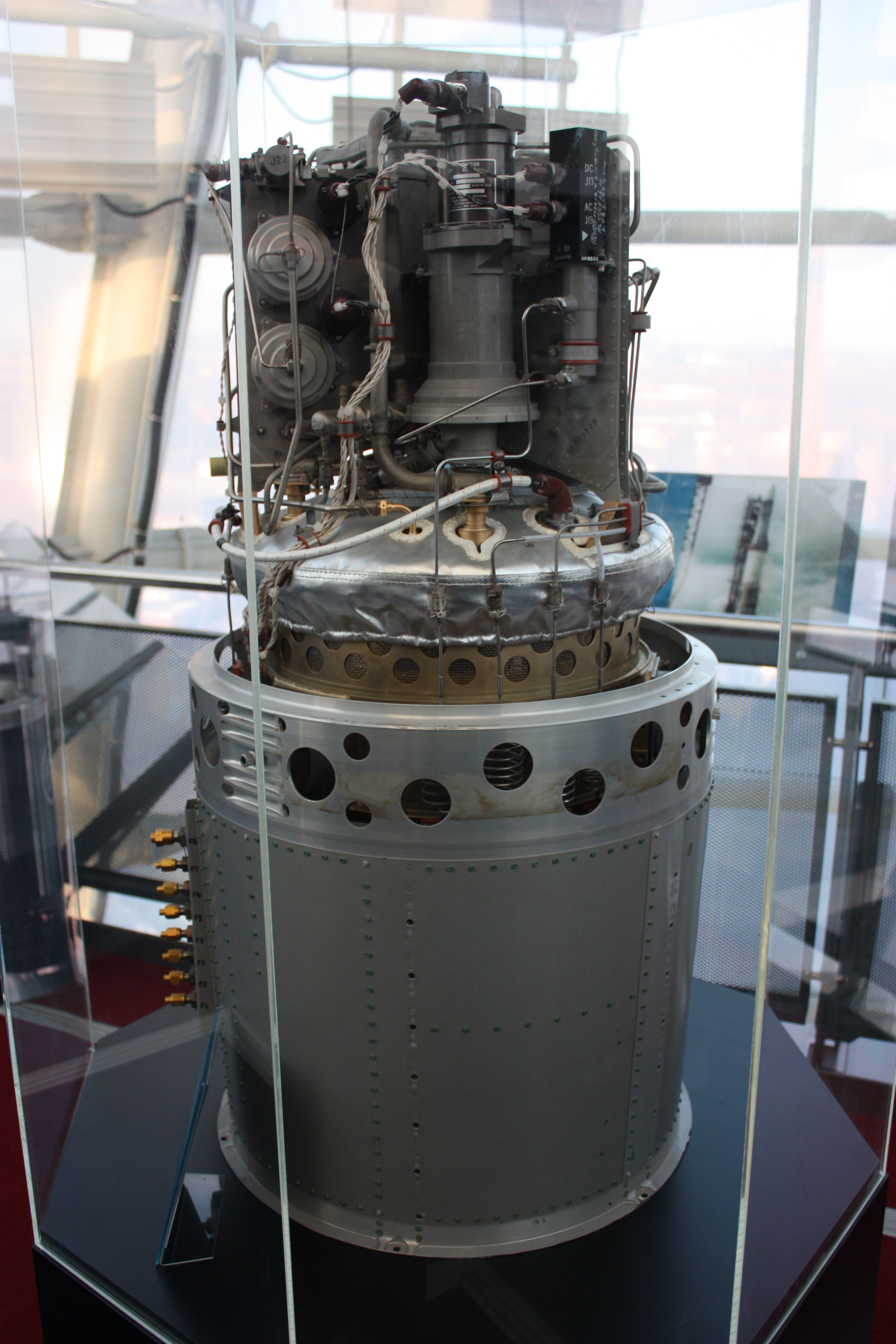
Ba trong số các pin nhiên liệu này cung cấp năng lượng điện cho tàu vũ trụ trong các chuyến bay tới Mặt Trăng.

Điện năng được tạo ra bởi ba pin nhiên liệu, mỗi pin cao 44 inch (1,1 m), có đường kính 22 inch (0,56 m) và nặng 245 pound (111 kg). Chúng kết hợp hydro và oxy để tạo ra điện năng, đồng thời sản xuất nước uống như một phụ phẩm. Các viên pin được cấp năng lượng bằng hai bể hình trụ-bán cầu đường kính 31,75 inch (0,806 m), mỗi bể chứa 29 pound (13 kg) hydro lỏng và hai bể hình cầu đường kính 26 inch (0,66 m), mỗi bể chứa 326 pound (148 kg) oxy lỏng (cũng cung cấp cho hệ thống kiểm soát môi trường).

### Hệ thống kiểm soát môi trường (ECS)
Không khí trong cabin được duy trì ở mức 5 pound trên inch vuông (34 kPa) oxy tinh khiết, lấy từ các bình oxy lỏng cung cấp cho pin nhiên liệu của hệ thống điện. Nước uống do pin nhiên liệu cung cấp được lưu trữ để uống và chế biến thực phẩm. Một hệ thống kiểm soát nhiệt sử dụng hỗn hợp nước và etylen glycol làm chất làm mát, giúp thải nhiệt từ cabin CM và các thiết bị điện tử ra ngoài không gian thông qua hai bộ tản nhiệt 30 foot vuông (2,8 m2) được đặt ở phần dưới của các bức tường bên ngoài. Một bộ tản nhiệt bao phủ các phân đoạn 2 và 3, bộ còn lại bao phủ các phân đoạn 5 và 6.

### Hệ thống liên lạc

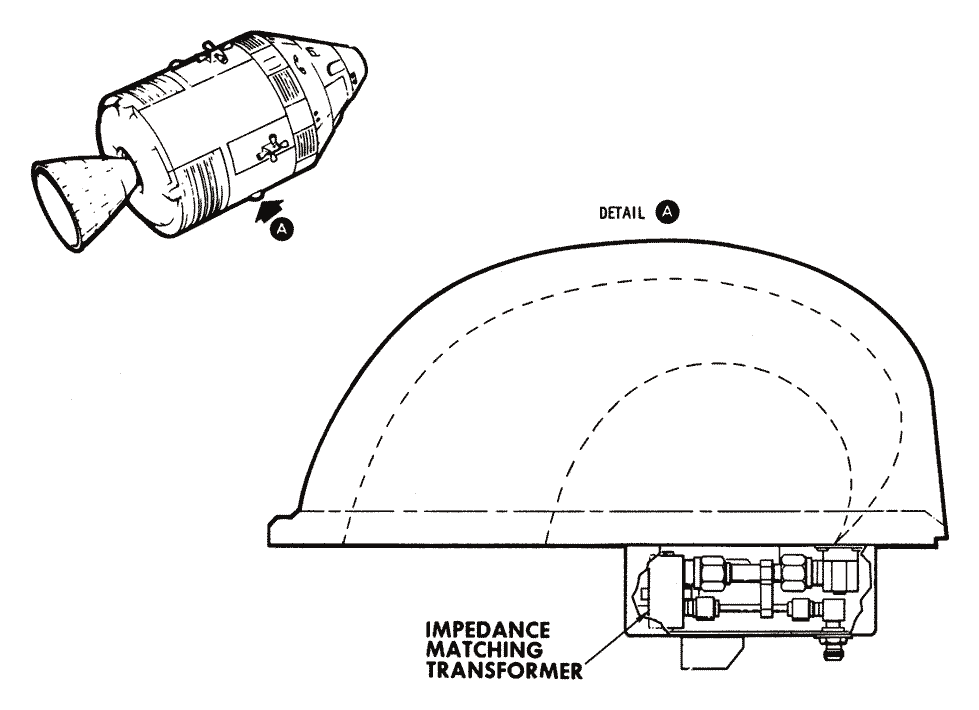
Ăng-ten VHF dạng lưỡi liềm được gắn trên Mô-đun Dịch vụ.

Hệ thống liên lạc tầm ngắn giữa CSM và LM sử dụng hai ăng-ten VHF hình lưỡi liềm gắn trên SM, ngay phía trên bộ tản nhiệt ECS. Các ăng-ten này ban đầu được đặt trên mô-đun chỉ huy Block I và thực hiện chức năng kép như các thanh khí động học để ổn định capsule trong trường hợp phi vụ phóng bị hủy bỏ. Các ăng-ten sau đó được chuyển đến mô-đun dịch vụ Block II khi chức năng này bị coi là không cần thiết.
Bốn ăng-ten băng tần S đa hướng trên CM được dùng khi tư thế của CSM ngăn không cho ăng-ten gain cao hướng về Trái Đất. Những chiếc ăng-ten này cũng được sử dụng giữa quá trình loại bỏ SM và hạ cánh.

### Thông số kỹ thuật
- Chiều dài: 24,8 ft (7,6 m)
- Đường kính: 12,8 ft (3,9 m)
- Khối lượng: 54.060 lb (24.520 kg)
  - Khối lượng cấu trúc: 4.200 lb (1.900 kg)
  - Khối lượng thiết bị điện: 2.600 lb (1.200 kg)
  - Khối lượng động cơ SPS: 6.600 lb (3.000 kg)
  - Khối lượng thuốc phóng động cơ SPS: 40.590 lb (18.410 kg)
- Lực đẩy của RCS: 2 or 4 × 100 lbf (440 N)
- Thuốc phóng của RCS: MMH/N
2O
4
- Lực đẩy của động cơ SPS: 20.500 lbf (91.000 N)
- Thuốc phóng của động cơ SPS: (UDMH/N
2H
4)/N
2O
4
- Xung lực đẩy riêng của SPS: 314 s (3,100 N·s/kg)
- Chênh lệch vận tốc: 9.200 ft/s (2.800 m/s)
- Hệ thống điện: ba pin nhiên liệu DC 1,4 kW 30 V

## Thay đổi cho các sứ mệnh của Saturn IB

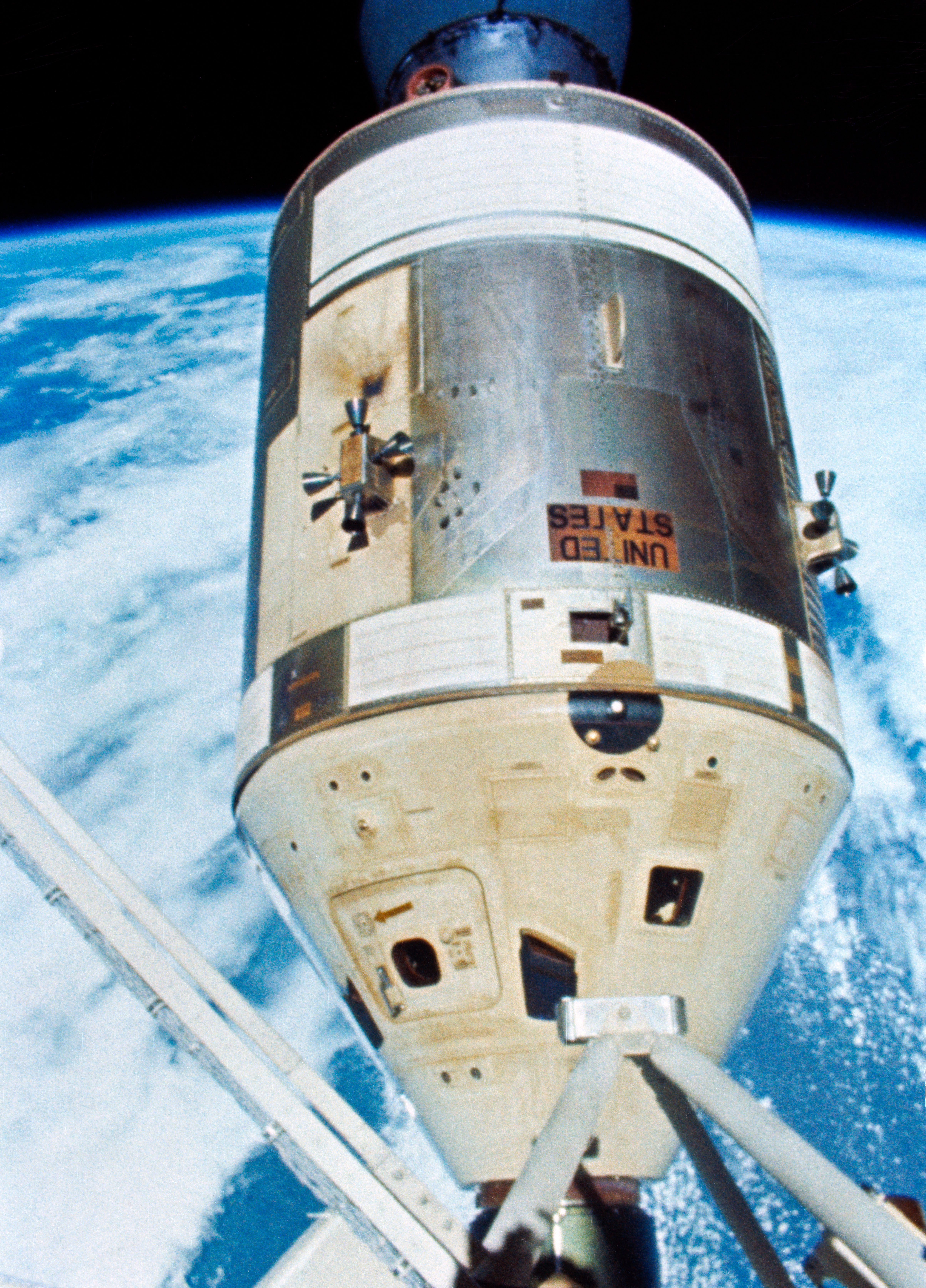
Apollo CSM, được sơn màu trắng cho sứ mệnh Skylab, đang ghép nối với Trạm vũ trụ Skylab

Khả năng tải trọng của phương tiện phóng Saturn IB dùng cho các sứ mệnh ở quỹ đạo Trái Đất tầm thấp không thể đáp ứng khối lượng 66.900 pound (30.300 kg) của một chiếc CSM được đổ đầy nhiên liệu. Tuy nhiên, đây không phải vấn đề do yêu cầu delta-v của tàu vũ trụ cho những sứ mệnh này bé hơn rất nhiều so với các sứ mệnh Mặt Trăng; vì vậy chúng có thể được phóng với lượng thuốc phóng ít hơn một nửa so với tải trọng của nhiên liệu SPS bằng cách chỉ đổ đầy các bể lắng SPS và để rỗng các bể lưu trữ. Những chiếc CSM được phóng lên quỹ đạo trên Saturn IB có khối lượng từ 32.558 pound (14.768 kg) (Apollo-Soyuz) đến 46.000 pound (21.000 kg) (Skylab 4).
Các ăng-ten đa hướng là đủ cho liên lạc với mặt đất trong các nhiệm vụ trên quỹ đạo, vì vậy, ăng-ten băng tần S gain cao trên SM đã bị loại bỏ khỏi Apollo 1, Apollo 7 và ba chuyến bay Skylab. Nó được khôi phục để phục vụ cho sứ mệnh Apollo-Soyuz nhằm liên lạc thông qua vệ tinh ATS-6 trên quỹ đạo địa tĩnh, tiền thân của hệ thống TDRSS hiện nay.
Trong các sứ mệnh Skylab và Apollo-Soyuz, một số trọng lượng khô bổ sung đã được tiết kiệm bằng cách loại bỏ các thùng chứa nhiên liệu và chất oxy hóa đang trống (để lại các bể lắng nước đã đầy một phần), cùng với một trong hai bình chứa chất nén khí heli. Điều này cho phép bổ sung thêm một số thuốc phóng RCS để có thể sử dụng làm dự phòng cho quá trình đốt cháy quỹ đạo trong trường hợp SPS gặp lỗi.
Vì tàu vũ trụ cho các nhiệm vụ Skylab sẽ không được sử dụng trong hầu hết nhiệm vụ, do đó nhu cầu về hệ thống điện cũng thấp hơn, vì vậy một trong ba pin nhiên liệu đã bị loại bỏ khỏi các SM này. Mô-đun chỉ huy cũng được sơn màu trắng một phần để cung cấp khả năng kiểm soát nhiệt thụ động trong thời gian dài ở trên quỹ đạo.
Mô-đun chỉ huy có thể sửa đổi để chở thêm phi hành gia bằng cách thêm ghế jumpseat ở khoang thiết bị phía sau. Phi thuyền của sứ mệnh Skylab Rescue là CM-119 có trang bị hai ghế jumpseat, nhưng chúng đã không được sử dụng đến.

## Các CSM đã sản xuất

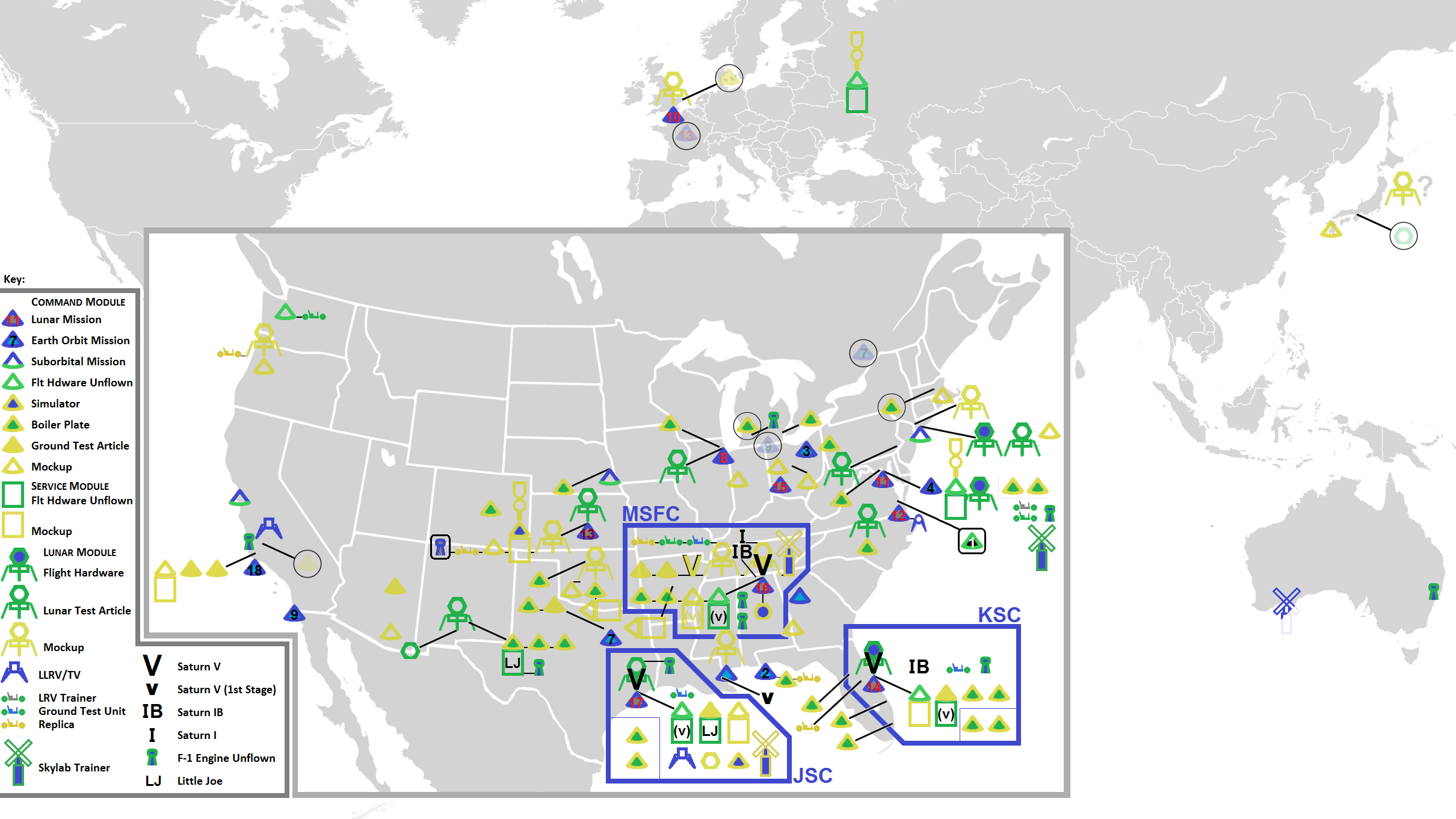
Bản đồ thế giới cho biết vị trí của các mô-đun chỉ huy và dịch vụ Apollo (cùng với phần cứng khác).

| Số seri  | Tên                                  | Dùng cho | Ngày phóng | Vị trí hiện tại | Ảnh     |
| Block I  | Block I                              | Block I | Block I | Block I | Block I |
| -------- | ------------------------------------ | --- | --- | --- | ------- |
| CSM-001  |                                      | phương tiện thử nghiệm tính tương thích hệ thống | phương tiện thử nghiệm tính tương thích hệ thống | đã bị loại bỏ |         |
| CSM-002  |                                      | Chuyến bay A-004 | 20 tháng 1 năm 1966 | mô-đun chỉ huy trưng bày tại Cradle of Aviation, Long Island, New York |         |
| CSM-004  |                                      | thử nghiệm kết cấu tĩnh và nhiệt dưới mặt đất | thử nghiệm kết cấu tĩnh và nhiệt dưới mặt đất | đã bị loại bỏ |         |
| CSM-006  |                                      | dùng để trình diễn hệ thống loại bỏ mảnh vụn lộn nhào (tumbling debris removal system) | dùng để trình diễn hệ thống loại bỏ mảnh vụn lộn nhào (tumbling debris removal system) | mô-đun chỉ huy đã bị loại bỏ; mô-đun dịch vụ (tái định danh là SM-010) trưng bày tại U.S. Space & Rocket Center, Huntsville, Alabama                                                        |         |
| CSM-007  |                                      | nhiều thử nghiệm khác nhau bao gồm thử nghiệm rung động âm thanh, thử nghiệm thả rơi và huấn luyện thoát hiểm dưới nước. CM được trang bị lại cùng với các cải tiến trên Block II. Đã trải qua thử nghiệm cho Skylab tại Phòng thí nghiệm Khí hậu McKinley, Eglin AFB, Florida, 1971–1973. | nhiều thử nghiệm khác nhau bao gồm thử nghiệm rung động âm thanh, thử nghiệm thả rơi và huấn luyện thoát hiểm dưới nước. CM được trang bị lại cùng với các cải tiến trên Block II. Đã trải qua thử nghiệm cho Skylab tại Phòng thí nghiệm Khí hậu McKinley, Eglin AFB, Florida, 1971–1973. | mô-đun chỉ huy trưng bày tại Museum of Flight, Seattle, Washington |         |
| CSM-008  |                                      | hệ thống tàu vũ trụ hoàn chỉnh được sử dụng trong các thử nghiệm chân không nhiệt | hệ thống tàu vũ trụ hoàn chỉnh được sử dụng trong các thử nghiệm chân không nhiệt | đã bị loại bỏ |         |
| CSM-009  |                                      | chuyến bay AS-201 và thử nghiệm thả rơi | 26 tháng 2 năm 1966 | mô-đun chỉ huy trưng bày tại Strategic Air and Space Museum, Ashland, Nebraska |         |
| CSM-010  |                                      | thử nghiệm nhiệt (mô-đun chỉ huy được tái chỉ định là CM-004A / BP-27); mô-đun chỉ huy đã không được hoàn thiện | thử nghiệm nhiệt (mô-đun chỉ huy được tái chỉ định là CM-004A / BP-27); mô-đun chỉ huy đã không được hoàn thiện | mô-đun chỉ huy trưng bày tại U.S. Space & Rocket Center |         |
| CSM-011  |                                      | chuyến bay AS-202 | 25 tháng 8 năm 1966 | mô-đun chỉ huy trưng bày trên bảo tàng USS Hornet tại Alameda, California |         |
| CSM-012  |                                      | Apollo 1; mô-đun chỉ huy bị hư hỏng nặng trong vụ hỏa hoạn | Apollo 1; mô-đun chỉ huy bị hư hỏng nặng trong vụ hỏa hoạn | mô-đun chỉ huy cất giữ tại Trung tâm Nghiên cứu Langley, Hampton, Virginia; cửa sập gồm ba phần trưng bày tại Trung tâm Vũ trụ Kennedy; mô-đun dịch vụ đã bị loại bỏ                        |         |
| CSM-014  |                                      | mô-đun chỉ huy bị tháo dỡ để phục vụ điều tra vụ tai nạn Apollo 1. Mô-đun dịch vụ (SM-014) được dùng trên Apollo 6. Mô-đun chỉ huy (CM-014) về sau được chỉnh sửa và dùng cho thử nghiệm mặt đất (với định danh CM-014A).                                                                  | mô-đun chỉ huy bị tháo dỡ để phục vụ điều tra vụ tai nạn Apollo 1. Mô-đun dịch vụ (SM-014) được dùng trên Apollo 6. Mô-đun chỉ huy (CM-014) về sau được chỉnh sửa và dùng cho thử nghiệm mặt đất (với định danh CM-014A).                                                                  | bị loại bỏ vào tháng 5 năm 1977 |         |
| CSM-017  |                                      | CM-017 bay trên Apollo 4 cùng với SM-020 sau khi SM-017 bị phá hủy sau một vụ nổ bể thuốc phóng khi thử nghiệm dưới mặt đất. | 9 tháng 11 năm 1967 | mô-đun chỉ huy trưng bày tại Trung tâm Vũ trụ Stennis, Bay St. Louis, Mississippi |         |
| CSM-020  |                                      | CM-020 bay trên Apollo 6 cùng với SM-014. | 4 tháng 4 năm 1968 | mô-đun chỉ huy trưng bày tại Trung tâm Khoa học Fernbank, Atlanta |         |
| Block II |                                      | | | |         |
| CSM-098  | 2TV-1 (Block II Thermal Vacuum no.1) | sử dụng trong các thử nghiệm chân không nhiệt | sử dụng trong các thử nghiệm chân không nhiệt | CSM trưng bày tại Academy of Science Museum, Moskva, Nga như một phần của triển lãm Dự án Thử nghiệm Apollo-Soyuz.                                                                          |         |
| CM-099   | 2S-1                                 | huấn luyện giao diện phi hành đoàn của Skylab; thử nghiệm va chạm | huấn luyện giao diện phi hành đoàn của Skylab; thử nghiệm va chạm | đã bị loại bỏ |         |
| CSM-100  | 2S-2                                 | thử nghiệm kết cấu tĩnh | thử nghiệm kết cấu tĩnh | mô-đun chỉ huy "được chuyển tới Smithsonian", mô-đun dịch vụ trưng bày tại New Mexico Museum of Space History                                                                               |         |
| CSM-101  |                                      | Apollo 7 | 11 tháng 10 năm 1968 | mô-đun chỉ huy trưng bày tại National Museum of Science and Technology, Ottawa, Ontario, Canada từ năm 1974 đến năm 2004, hiện nay trưng bày tại Frontiers of Flight Museum, Dallas, Texas. |         |
| CSM-102  |                                      | kiểm thử phương tiện tại Tổ hợp Phóng 34 | kiểm thử phương tiện tại Tổ hợp Phóng 34 | mô-đun chỉ huy đã bị loại bỏ; mô-đun dịch vụ hiện đang ở JSC trên đỉnh tên lửa Little Joe II ở Rocket Park.                                                                                 |         |
| CSM-103  |                                      | Apollo 8 | 21 tháng 12 năm 1968 | mô-đun chỉ huy trưng bày tại Museum of Science and Industry, Chicago |         |
| CSM-104  | Gumdrop                              | Apollo 9 | 3 tháng 3 năm 1969 | mô-đun chỉ huy trưng bày tại San Diego Air and Space Museum |         |
| CSM-105  |                                      | thử nghiệm âm thanh | thử nghiệm âm thanh | trưng bày tại Bảo tàng Hàng không và Vũ trụ Quốc gia Smithsonian, Washington, D.C. như một phần của triển lãm Dự án Thử nghiệm Apollo-Soyuz.                                                |         |
| CSM-106  | Charlie Brown                        | Apollo 10 | 18 tháng 5 năm 1969 | mô-đun chỉ huy trưng bày tại Bảo tàng Khoa học, Luân Đôn |         |
| CSM-107  | Columbia                             | Apollo 11 | 16 tháng 7 năm 1969 | mô-đun chỉ huy trưng bày tại Bảo tàng Hàng không và Vũ trụ Quốc gia, Washington, D.C. |         |
| CSM-108  | Yankee Clipper                       | Apollo 12 | 14 tháng 11 năm 1969 | mô-đun chỉ huy trưng bày tại Virginia Air & Space Center, Hampton, Virginia |         |
| CSM-109  | Odyssey                              | Apollo 13 | 11 tháng 4 năm 1970 | mô-đun chỉ huy trưng bày tại Kansas Cosmosphere and Space Center |         |
| CSM-110  | Kitty Hawk                           | Apollo 14 | 31 tháng 1 năm 1971 | mô-đun chỉ huy trưng bày tại Trung tâm Vũ trụ Kennedy |         |
| CSM-111  |                                      | Dự án Thử nghiệm Apollo-Soyuz | 15 tháng 7 năm 1975 | mô-đun chỉ huy trưng bày tại Trung tâm Khoa học California, Los Angeles, California |         |
| CSM-112  | Endeavour                            | Apollo 15 | 26 tháng 7 năm 1971 | mô-đun chỉ huy trưng bày tại National Museum of the United States Air Force, Dayton, Ohio                                                                                                   |         |
| CSM-113  | Casper                               | Apollo 16 | 16 tháng 4 năm 1972 | mô-đun chỉ huy trưng bày tại U.S. Space & Rocket Center |         |
| CSM-114  | America                              | Apollo 17 | 7 tháng 12 năm 1972 | mô-đun chỉ huy trưng bày tại Trung tâm Vũ trụ Houston, Houston, Texas |         |
| CSM-115  |                                      | Apollo 19 (bị hủy bỏ) | Apollo 19 (bị hủy bỏ) | không được hoàn thiện – mô-đun dịch vụ chưa được lắp đặt vòi phun SPS. Hiện đang trưng bày như một phần của triển lãm Saturn V tại Trung tâm Vũ trụ Johnson, Houston, Texas                 |         |
| CSM-115a |                                      | Apollo 20 (bị hủy bỏ) | Apollo 20 (bị hủy bỏ) | không được hoàn thiện – chưa được lắp đặt các cấu trúc bên trong. Phần còn lại được gửi tới Nhật Bản để triển lãm vào năm 1978 và chưa được trả lại, nhiều khả năng đã bị loại bỏ.          |         |
| CSM-116  |                                      | Skylab 2 | 25 tháng 5 năm 1973 | mô-đun chỉ huy trưng bày tại National Museum of Naval Aviation, Pensacola, Florida |         |
| CSM-117  |                                      | Skylab 3 | 28 tháng 7 năm 1973 | mô-đun chỉ huy trưng bày tại Trung tâm Khoa học Great Lakes, Cleveland, Ohio |         |
| CSM-118  |                                      | Skylab 4 | 16 tháng 11 năm 1973 | mô-đun chỉ huy trưng bày tại Oklahoma History Center |         |
| CSM-119  |                                      | Skylab Rescue và dự phòng cho ASTP | Skylab Rescue và dự phòng cho ASTP | trưng bày tại Trung tâm Vũ trụ Kennedy |         |